# Ololygon carnevallii
Espèce
Synonymes
- Scinax carnevallii (Caramaschi & Kisteumacher, 1989)

Statut de conservation UICN

 LC  : Préoccupation mineure
Ololygon carnevallii est une espèce d'amphibiens de la famille des Hylidae.

## Répartition
Cette espèce est endémique de l'État du Minas Gerais au Brésil. Elle se rencontre entre 300 et 600 m d'altitude à Marliéria dans la vallée du Rio Doce,.

## Étymologie
Cette espèce est nommée en l'honneur de Ney Eni Demas Carnevalli (1938–2002).

## Publication originale
- Caramaschi & Kisteumacher, 1989 : Duas novas espécies de Ololygon Fitzinger, 1843, do sudeste do Brasil (Amphibia, Anura, Hylidae). Boletim do Museu Nacional, Nóva Serie, Zoologia, vol. 327, p. 1–15.